# 하다인
하다인은 대한민국의 배우이다. 2023년 영화 뉴 노멀의 주인공 연진 역으로 분했다.

## 출연 작품

### 영화
- 2023년 영화 《뉴 노멀》 ... 연진 역